# Jesús Trelles
José de Jesús Trelles Padilla (* in Guadalajara, Jalisco) ist ein ehemaliger mexikanischer Fußballspieler auf der Position eines Verteidigers.

## Laufbahn
Trelles wurde im Nachwuchsbereich des Club Deportivo Guadalajara ausgebildet, bei dem ihm 1964 erstmals der Sprung in die erste Mannschaft gelang, als er im letzten Heimspiel  der Saison 1964/65 gegen die UNAM Pumas sein Debüt in der höchsten mexikanischen Spielklasse  feierte. Chivas stand bereits vor dem Spiel als Meister fest, so dass Trelles – trotz der 2:3-Niederlage – zum Kader der 7. Meistermannschaft von Deportivo Guadalajara gehörte.
Als nach der Saison 1966/67 ein großer Umbruch im Kader des Club Deportivo Guadalajara vorgenommen wurde, trennte der Verein sich auch von Trelles und gab ihm keinen neuen Vertrag mehr.
Nach seiner aktiven Laufbahn arbeitete Trelles als Trainer; unter anderem in der Saison 1974/75 als Assistent von Eduardo Villaseñor bei den  UAG Tecos sowie in den frühen 1980er-Jahren in zwei Etappen als Cheftrainer des Club Atletas Campesinos.